# علی صدیق اسفندیاری
علی صدیق اسفندیاری سیاست‌مدار ایرانی بود، که در دوره بیست و چهارم مجلس شورای ملی بعنوان نماینده شمیرانات از استان تهران در مجلس شورای ملی حضور داشت.